# Liste der Einträge im National Register of Historic Places im Lassen County

Lage des Lassen County in Kalifornien

Die Liste der Einträge im National Register of Historic Places im Lassen County in Kalifornien führt alle Bauwerke und historischen Stätten im Lassen County auf, die in das National Register of Historic Places aufgenommen wurden.

## Legende
| NRHP | Historic Place    |
| HD   | Historic District |

## Aktuelle Einträge
| [ 2 ] | Name                                    | Bild                      | Eintragsdatum                 | Lage                                            | Ort        | Beschreibung |
| ----- | --------------------------------------- | ------------------------- | ----------------------------- | ----------------------------------------------- | ---------- | ------------ |
| 1     | Bruff’s Rock Petroglyph Site            |                           | 2. Jan. 2004 ID-Nr. 03001356  | Adresse nicht veröffentlicht                    | Susanville |              |
| 2     | Lassen County Court House               | Lassen County Court House | 23. Jan. 1998 ID-Nr. 97001659 | Courthouse Square 40° 24′ 59″ N, 120° 39′ 45″ W | Susanville |              |
| 3     | Roop’s Fort                             | Roop’s Fort               | 2. Mai 1974 ID-Nr. 74000516   | N. Weatherlow St. 40° 25′ 8″ N, 120° 39′ 20″ W  | Susanville |              |
| 4     | Standish Hall                           | Standish Hall             | 17. Juni 2005 ID-Nr. 05000596 | 718-820 US 395 E 40° 21′ 54″ N, 120° 25′ 17″ W  | Standish   |              |
| 5     | Susanville Railroad Depot               | Susanville Railroad Depot | 5. Apr. 2001 ID-Nr. 01000332  | 461 Richmond Rd. 40° 24′ 42″ N, 120° 39′ 31″ W  | Susanville |              |
| 6     | Willow Creek Rim Archeological District |                           | 21. Dez. 1978 ID-Nr. 78000677 | Adresse nicht veröffentlicht                    | Litchfield |              |